# Sintaein-eup
Sintaein-eup (koreanska: 신태인읍) är en köping i stadskommunen Jeongeup i provinsen Norra Jeolla i den sydvästra delen av  Sydkorea, 210 km söder om huvudstaden Seoul.